# Minas de Ngwenya
La zona actualmente conocida como minas de Ngwenya era un lugar donde se concretaban actividades extractivas de mineral de hierro, en tiempos del Paleolítico Medio (también nombrado como MSA: Middle Stone Age).
Hace de esto al menos 43 000 años, según lo indica la datación por radiocarbono efectuada en 1967 sobre nódulos de carbón, constituidas las muestras desde fuegos que dejaron trazas, halladas éstas en el sitio de la excavación minera que se considera es la mina más antigua del mundo.

## Cuadro situacional
Las minas de Ngwenya están situadas en las estribaciones orientales de los montes Drakensberg, cerca de la frontera noroeste de Suazilandia, en el distrito Hhohho. En otros sitios con origen en la Edad de Piedra también se practicó la actividad minera, aunque en fechas más recientes. La industria extractiva, ya definidamente propia de Homo sapiens, que acontecía en la mina original de Ngwenya, lo hacía coetáneamente con la presencia de la especie extinta del Homo neanderthalensis en tierras europeas. Las herramientas de minería halladas en Ngwenya son de un tipo reconocible, especializadas para el fin extractivo, y con características propias del sitio, distintas de aquellas que fueran halladas en otros yacimientos arqueológicos de la Edad de Piedra. En la primordial excavación minera de Ngwenya está primerizamente presente la tecnología minera que fue empleada tiempo después en Europa. 
Esta área minera muestra el testimonio de una tradición cultural minera que ha desaparecido, distinguible por un amplio empleo de productos sociales hechos de la sustancia pétrea conocida como dolerita (diabasa). Tales hachuelas, martillos y picos, servían para el trabajo sobre la mena de hierro con el fin de extraer hematita roja (u ocre rojo), y especularita (o hematita especular). Relativamente aislados de otras poblaciones, los grupos cazadores-recolectores de aquellos habitantes originales perdieron su cohesión 20000 años atrás, dejaron de existir sus costumbres; sus artistas-magos ya no dieron uso a los recursos férricos empleados en los rituales de su tradición espiritual, y en el engalanamiento cosmético. El tono rojizo de la hematita operaba, por su similitud con la sangre, como recurso mágico conferidor de vida, al aplicarlo sobre los cuerpos. El ocre rojo fue también utilizado, por los pueblos tardíos que dieron origen a los actuales San (Bosquímanos), para concretar arte sobre roca. Hay en Suazilandia gran número de esas pinturas.

## Postuladas al Patrimonio de la Humanidad

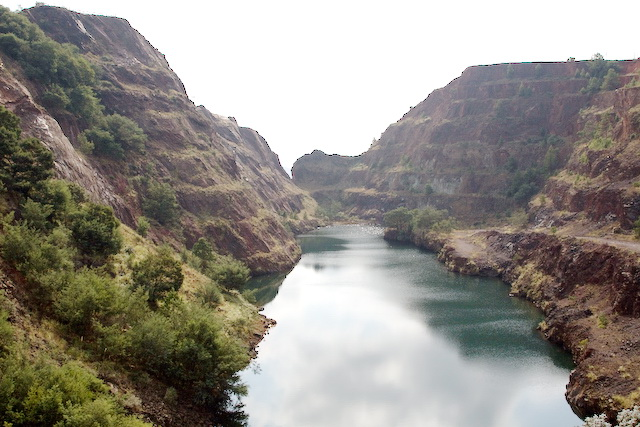
«..dentro de la misma propiedad hay un espejo de aguas que es considerado sagrado por la comunidad local.»

Esta área minera está incluida como propiedad, para considerar su inclusión en el listado del Patrimonio Mundial (World Heritage), más conocido como Patrimonio de la Humanidad, con el que la UNESCO destaca y pone bajo recomendación los bienes humanos de validez universal. Las minas de Ngwenya se encuentran bajo estudio para ello, en la Lista Indicativa desde 2008. Adjunto a las minas, dentro de la misma propiedad, hay un espejo de aguas que es considerado sagrado por la comunidad local, con la creencia que las aguas en este estanque tienen poder curativo para distintas enfermedades e infortunios. La nominación para el validamiento del sitio como Patrimonio de la Humanidad, dimensiona relevantemente la existencia pretérita, en tiempos glaciales, de aquellos grupos humanos y su tecnología. Han sido, esa gente y su cultura, influyentes sobre todas las cercanías. Por sus actividades paleolíticas, condujeron al cambio gradual, desde las herramientas de piedra a las de hierro, en los ancestros de los pueblos más recientes de la región.
Las minas considerables como Patrimoniales son dos: La ya mencionada aquí arriba: la fuente del ocre rojo y la hematita (Cava del León), en la que iniciaran el trabajo los grupos de la Edad de Piedra. Y hay en el sitio otra cueva minera (Cava del Castillo), la que comenzó a emplearse para la explotación de la Mena de Hierro, por pueblos agropastoriles en fechas ya históricas, aproximadamente en el 400 DC, de acuerdo con otras dataciones por radiocarbono obtenidas en 1964. La mena metalífera fue trabajada mediante el empleo de herramientas pesadas hechas de hierro. El mineral era por entonces comerciado con vastedad en toda la región, como mena, y también en su fundición como metal. Se agregó sobre el terreno, ya en el siglo XX, otra explotación minera de superficie, que suministraba hierro para la fabricación de automóviles en Japón. Esta última minería industrializada se extendió desde 1964 a 1979. Sin embargo, los dos socavones de interés patrimonial y la abertura de entrada original, permanecieron en su integridad y son claramente distinguibles para la observación, como también están a la vista los diferentes y hermosos coloridos del mineral, en sus expresiones como hematita, y en los guiños brillantes de la ritual especularita.